# Горам (Илиноис)
Горам (енгл. Gorham) град је у америчкој савезној држави Илиноис.

## Демографија
По попису из 2010. године број становника је 236, што је 20 (-7,8%) становника мање него 2000. године.
| Група             | 2000.       | 2010.       |
| Белци             | 252 (98,4%) | 231 (97,9%) |
| Афроамериканци    | 0 (0,0%)    | 0 (0,0%)    |
| Азијати           | 0 (0,0%)    | 0 (0,0%)    |
| Хиспаноамериканци | 0 (0,0%)    | 0 (0,0%)    |
| Укупно            | 256         | 236         |